# Earl Wilson (Politiker)

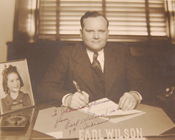
Earl Wilson

Earl Wilson (* 18. April 1906 bei Huron, Lawrence County, Indiana; † 27. April 1990 in Bedford, Indiana) war ein US-amerikanischer Politiker. Zwischen 1941 und 1965 vertrat er zwei Mal den Bundesstaat Indiana im US-Repräsentantenhaus.

## Werdegang
Earl Wilson besuchte die öffentlichen Schulen seiner Heimat und danach die Purdue University in Lafayette. Anschließend studierte er bis 1928 an der Coyne Electrical School in Chicago und dann bis 1931 an der Indiana University in Bloomington. In den folgenden Jahren arbeitete Wilson im Schuldienst. Bis 1940 unterrichtete er an verschiedenen High Schools in Indiana.
Politisch war Wilson Mitglied der Republikanischen Partei. Bei den Kongresswahlen des Jahres 1940 wurde er im neunten Wahlbezirk von Indiana in das US-Repräsentantenhaus in Washington, D.C. gewählt, wo er am 3. Januar 1941 die Nachfolge von Eugene B. Crowe antrat. Nach acht Wiederwahlen konnte er bis zum 3. Januar 1959 neun Legislaturperioden im Kongress absolvieren. In diese Zeit fielen der Zweite Weltkrieg, der Koreakrieg, der Beginn des Kalten Krieges und die Bürgerrechtsbewegung. Im Jahr 1951 wurde der 22. Verfassungszusatz ratifiziert.
1958 unterlag Wilson dem Demokraten Earl Hogan, den er bei den Wahlen des Jahres 1960 wieder schlagen konnte. Nach einer Wiederwahl verbrachte er zwischen dem 3. Januar 1961 und dem 3. Januar 1965 zwei weitere Amtszeiten im US-Repräsentantenhaus. In diese Zeit fiel der Beginn des Vietnamkrieges. Außerdem wurden der 23. und der 24. Verfassungszusatz ratifiziert. Im Jahr 1964 verlor Wilson gegen Lee H. Hamilton von der Demokratischen Partei. Zwischen 1969 und 1976 gehörte er dem Senat von Indiana an. Danach zog er sich aus der Politik zurück. Er starb am 27. April 1990 in Bedford.